# Inés Bortagaray Sabarrós
Inés Bortagaray Sabarrós   (Salto, 22 de maig de 1975) és una escriptora i guionista uruguaiana.
És autora d'Ahora tendré que matarte (2001) i Prontos, listos, ya (2006 i reeditada el 2010), amb relats inclosos en reconegudes antologies com Palabras errantes (britànica) i Pequeñas Resistencias 3, antología del nuevo cuento sudamericano.
Ha escrit diversos guions de cinema pels quals va ser guardonada al Festival de Cinema de Sundance.
Va freqüentar els cinemes Ariel, Metropol i Sarandí en Departament de Salto al costat dels seus tres germans i va tenir les seves primeres trobades amb el món del cinema, que després va aprofundir a Montevideo, al costat dels seus companys de carrera i visites a la Cinemateca Uruguaiana.
Es va exercir com a cronista a la revista Postdata i va desenvolupar diversos projectes al costat de l'estudi de disseny Monocromo dins dels quals es troben els almanacs del BSE (2009-2015).
Està a càrrec d'un taller de guió en la Llicenciatura en Mitjans Audiovisuals de l'Escola Nacional de Belles Arts, a Playa Hermosa, Maldonado.

## Obres

### Llibres
- Ahora tendré que matarte (Cauce Editorial, col·lecció Flexes Terpines, 2001), dirigida per l'escriptor Mario Levrero).[9][10]
- Prontos, listos, ya (Artefato, 2006)[11][12]
- Cuántas aventuras nos aguardan (Criatura Editora, 2018)

### Cinema i guions
- Participa en l'escriptura de guions cinematogràfics al costat d'Ana Katz (Mi amiga del parque).
- Al costat de Verónica Chen, escriu l'última versió del guió Mujer conejo (2010).
- Escriu un guió per al film La vida útil, al costat de Federico Veiroj (2008 i 2009).
- Escriu el guió de Luna con dormilones, obra audiovisual de Pablo Uribe que el 2012-2013 participa de la Biennal de Montevideo i que guanya el Gran Premi «El Azahar» a la X Biennal d'Art de Salto.
- Redacta el guió d'El tiempo pasa per a una obra de la Comèdia Nacional i Montevideo Capital Iberoamericana de la Cultura, a quaranta anys del cop d'Estat a l'Uruguai (2013).
- Escriu el guió del llargmetratge Una novia errante, costat d'Ana Katz (2006) .
- Escriu el guió cinematogràfic d'Otra historia del mundo (2017), llargmetratge basat en la novel·la Alivio de luto de Mario Delgado Aparaín, al costat de l'autor i de Guillermo Casanova (2006).
- Escriu al costat d'Adrián Biniez, els tretze capítols de la sèrie de televisió El fin del mundo, la idea original de la qual comparteix amb Juan Pablo Rebella i Pablo Stoll, (2004).
- Direcció, investigació i producció d'un cicle de vuit micros testimonials per Tevé Ciudad sobre la menarquia, la primera relació sexual, el primer part i la menopausa, (2001).
- Participa en la realització del guió de Tokyo Boogie, de Pablo Casacuberta i Yuki Goto (2001 i 2002)

## Reconeixements
- El guió de Tokyo Boogie va ser finalista per Llatinoamèrica al Festival de Cinema de Sundance 2001, i el 2002 obté el FONA (Fons per al Foment i Desenvolupament de la Producció Audiovisual a l'Uruguai).
- El film Una novia errante guanya el premi Cinema en Construcció de la Indústria en la 54 edició del Festival de Sant Sebastià el 2006.[13][14]
- Va obtenir el reconeixement com a Millor Guió Internacional al Festival de Cinema de Sundance pel seu treball en la pel·lícula Mi amiga del parque al 2016.[15][16][17]